# Torbalı
Torbalı és un poble i un districte de la província d'Esmirna a Turquia. Torbalı es troba a 20 km al sud-est d'Esmirna, en l'E 87 que va d'Esmirna a Aydın. Segons el cens del 2011, el districte tenia un total de 133.089 habitants, dels quals 121.984 vivien a la seva àrea urbana.
La ciutat està situada en la vall fluvial del Küçük Menderes i està envoltada per muntanyes al nord i a l'oest. El punt més alt del districte és el Keçikalesi Dağı amb 781m. Torbalı va rebre l'estatus de districte el 1926. Un any més tard la ciutat es convertia en un belediye (municipi). Al districte hi pertanyen 22 pobles.

## Llocs d'interès
A 5 km al sud-oest del poble d'Özbey hi trobem les ruïnes de l'antiga ciutat de Metròpolis de Lídia, ubicació anterior de la ciutat. El nom Torbalı prové de Metròpolis. 30 km al nord, en la carretera a Kemalpaşa s'hi troba el relleu en roca hitita de Karabel. Aquest relleu representa la figura d'un home armat amb un arc, una llança i una espasa. Quan Heròdot va visitar el país, va dir que el relleu corresponia a un rei egipci anomenat Sensusert, i que la inscripció que hi havia deia "Jo, amb la força de les meves espatlles vaig conquerir aquest país". Heròdot s'ho va inventar, perquè la traducció que s'ha fet actualment demostra que correspon a un personatge anomenat Tarkasnawa, rei del Regne de Mira, i és probable que aquest relleu estés col·locat a la frontera entre Mira i Arzawa.